# Alfhausen
Alfhausen là một thị xã thuộc Samtgemeinde Bersenbrück huyện Osnabrück, Niedersachsen, Đức. Dân số cuối năm 2006 là 49.594 người.
Alfhausen có cự ly 27 km về phía bắc Osnabrück.